# 杜季良
杜保（？—？），字季良，以字行。京兆人，東漢遊俠，曾為越騎司馬，因被告狀而罷免。
馬援《誡兄子嚴、敦書》曾說，杜季良「为人豪侠好义，把別人的憂慮當作自己的憂慮，把別人的快樂當成自己的快樂，無論好人壞人他一律結交，他父亲的喪禮，延請人來參加，幾個郡的朋友都来吊唁，我敬爱他、重視他，但我不愿意你们学习他。」而且「到了現在還不瞭解季良的為人，郡中的將軍們，一上任就咬牙切齒地恨他，州郡內時常傳出他的壞話。」